# Gedeo-Zone

Karte der Regionen und Zonen in Äthiopien

Gedeo ist eine Verwaltungszone in der Region Südäthiopien in Äthiopien. Sie ist benannt nach dem hier lebenden Volk der Gedeo.
Im Osten, Süden und Westen wird Gedeo von der Region Oromia und im Norden von der Region Sidama begrenzt. In Gedeo liegen die Orte Dilla und Yirgacheffe.
Der Zentralen Statistikagentur (CSA) zufolge wurden im Jahr 2005 63.562 Tonnen Kaffee in Sidama und Gedeo zusammen geerntet. Dies entspricht 28 % des gesamten äthiopischen Ertrags.
Die Kulturlandschaft Gedeos gehört seit 2023 zum UNESCO-Weltkulturerbe.

## Bevölkerung
Im Jahr 2005 hatte die Zone 820.944 Einwohner, wovon 14,4 % in Städten lebten. Die Zone bedeckt eine Fläche von 1.329,39 Quadratkilometern, wodurch sich eine Bevölkerungsdichte von 617,53 Menschen je Quadratkilometer ergibt.
1994 gehörten 81,2 % der Einwohner zur Volksgruppe der Gedeo, 8,3 % waren Oromo, 4,35 % Amharen, 2,8 % Gurage (einschließlich Soddo und Silt’e) und 1,15 % Sidama.
Mit 81,45 % Sprechern war Gedeo als Muttersprache am weitesten verbreitet, gefolgt von Oromo mit 7,8 % und Amharisch mit 7,6 %.
11 % der Bewohner von Gedeo haben, einem Memorandum der Weltbank zufolge, Zugang zu Strom. Die Strassendichte beträgt 231,7 km je 1000 Quadratkilometer; eine typische ländliche Familie besitzt 0,3 Hektar Land (im Vergleich zum Landesmittel von 1,01 Hektar und einem Wert von 0,89 Hektar für die SNNPR) und das Äquivalent von 0,2 Stück Vieh.
19,6 % der Bevölkerung arbeiten nicht in der Landwirtschaft, verglichen mit 25 % für das ganze Land und 32 % in der Region. 65 % der berechtigten Kinder besuchen die Grundschule und 17 % gehen auf weiterführende Schulen. In 40 % der Zone besteht ein Risiko der Ansteckung mit Malaria, 37 % der Zone ist der Tsetsefliege ausgesetzt.

## UNESCO-Welterbe

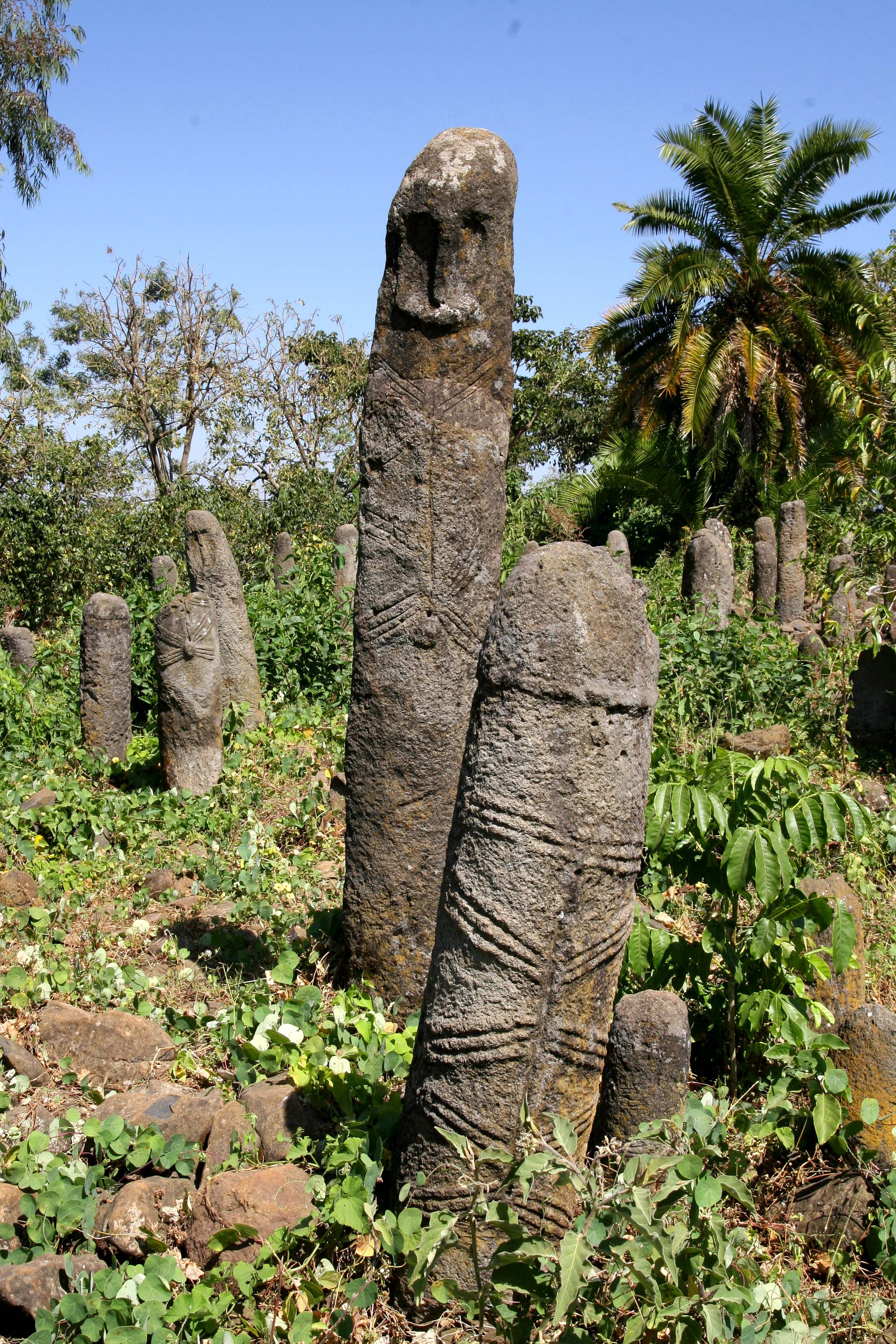
Phallische Stelen von Tutu Fela

Seit September 2023 gehört die Kulturlandschaft der Gedeo-Zone zum UNESCO-Weltkulturerbe. Als Gründe für die Ernennung werden unter anderem die dort betriebene Agroforstwirtschaft und die megalithischen Monumente in der Region aufgeführt.

## Woredas
- Bule
- Kochere
- Wenago
- Yirgacheffe